# Verbandsgemeinde Eisenberg (Pfalz)
Die Verbandsgemeinde Eisenberg (Pfalz) ist eine Gebietskörperschaft im Donnersbergkreis in Rheinland-Pfalz. Der Verbandsgemeinde gehören neben der Stadt Eisenberg (Pfalz) die zwei eigenständigen Ortsgemeinden Ramsen und Kerzenheim an, der Verwaltungssitz ist in der namensgebenden Stadt Eisenberg (Pfalz).

## Verbandsangehörige Gemeinden
| Ortsgemeinde, Stadt                | Fläche (km²) | Einwohner |
| ---------------------------------- | ------------ | --------- |
| Eisenberg (Pfalz), Stadt           | 18,73        | 9.305     |
| Kerzenheim                         | 17,88        | 2.094     |
| Ramsen                             | 27,08        | 1.855     |
| Verbandsgemeinde Eisenberg (Pfalz) | 63,69        | 13.254    |

(Einwohner am 31. Dezember 2023)

## Geschichte
Die Verbandsgemeinde Eisenberg (Pfalz) wurde im Rahmen der in den 1960er Jahren begonnenen rheinland-pfälzischen Funktional- und Gebietsreform auf der Grundlage des „Dreizehnten Landesgesetzes über die Verwaltungsvereinfachung im Lande Rheinland-Pfalz“ vom 1. März 1972, in Kraft getreten am 22. April 1972, neu gebildet.
Zuvor galten im damaligen Regierungsbezirk Pfalz im Wesentlichen die aus der bayerischen Pfalz (1816–1946) stammenden Verwaltungsstrukturen.

## Bevölkerungsentwicklung
Die Entwicklung der Einwohnerzahl bezogen auf das Gebiet der heutigen Verbandsgemeinde Eisenberg (Pfalz); die Werte von 1871 bis 1987 beruhen auf Volkszählungen:
| Jahr | Einwohner |
| 1815 | 2.008     |
| 1835 | 3.044     |
| 1871 | 3.414     |
| 1905 | 5.485     |
| 1939 | 6.873     |
| 1950 | 7.493     |

| Jahr | Einwohner |
| 1961 | 9.541     |
| 1970 | 11.292    |
| 1987 | 11.792    |
| 1997 | 13.775    |
| 2005 | 13.823    |
| 2023 | 13.254    |

## Verbandsgemeinderat
- Grüne: 2
- SPD: 8
- FWG: 8
- FDP: 1
- CDU: 6
- AfD: 3

Der Verbandsgemeinderat Eisenberg (Pfalz) besteht aus 28 ehrenamtlichen Ratsmitgliedern, die bei der Kommunalwahl am 9. Juni 2024 in einer personalisierten Verhältniswahl gewählt wurden, und dem hauptamtlichen Bürgermeister als Vorsitzendem.
Die Sitzverteilung im Verbandsgemeinderat:
| Wahl | SPD | CDU | GRÜNE | AfD | FDP | LINKE | FWG | Gesamt   |
| ---- | --- | --- | ----- | --- | --- | ----- | --- | -------- |
| 2024 | 8   | 6   | 2     | 3   | 1   | –     | 8   | 28 Sitze |
| 2019 | 11  | 4   | 2     | –   | 1   | –     | 10  | 28 Sitze |
| 2014 | 12  | 5   | 2     | –   | –   | –     | 9   | 28 Sitze |
| 2009 | 12  | 5   | 1     | –   | –   | 1     | 9   | 28 Sitze |
| 2004 | 12  | 6   | –     | –   | –   | –     | 10  | 28 Sitze |

- FWG = Freie Wählergruppe der Verbandsgemeinde Eisenberg (Pfalz) e. V.

## Bürgermeister
- 1972 – 1982 Heinrich Rauschkolb (SPD)
- 1982 – 1985 Winfried Hirschberger (SPD)
- 1986 – 1996 Dietrich Holthöfer (SPD)
- 1996 – 2011 Walter Brauer (SPD)
- 2011 – 0000 Bernd Frey (SPD)

Bei der Direktwahl am 9. September 2018 wurde Bernd Frey mit einem Stimmenanteil von 73,8 % in seinem Amt bestätigt.

## Wappen
Im Wappen der Verbandsgemeinde Eisenberg stehen die Hufeisen von Eisenberg unten, die Kirche von Kerzenheim sowie der Krummstab und der Speer von Ramsen oben.